# Кинематограф Греции
Кинематограф Греции имеет длительную и богатую историю. В целом киноленты греческого производства доминируют на внутреннем рынке.

## История
Предыстория зарождения греческого кино уходит в конец XIX века. Весной 1897 года жители Афин впервые увидели короткометражные ленты. В 1906 году первые собственные записи создали братья Иоанн и Мильтиад Манаки, в ещё находившейся под османским владычеством Македонии, в том же году французский режиссёр Леонс (Léons) выпустил первую подборку новостей с Внеочередных летних Олимпийских игр 1906 года в Афинах.
Первая полнометражная греческая кинолента «Гольфо» (Γκόλφω) была отснята в 1914 году студией Asty Film. В годы Первой мировой войны кинопроизводство ограничивалось документальными фильмами и выпусками новостей. Особенно отмечаются ленты Георгиоса Прокопиу и Димитриоса Газиадиса, которые фиксировали на плёнке события прямо на поле боя, а также фильм «Сожжение Смирны» (1922).
Первый коммерческий успех пришёл в 1920 году к ленте «Виллар в женских купальнях Фалирона» (Ο Βιλλάρ στα γυναικεία λουτρά του Φαλήρου), режиссёром, автором сценария и одновременно исполнителем главной роли Виллара которого выступил Николаос Сфакианакис (Νικόλαος Σφακιανάκης ή Σφακιανός, Βιλλάρ). В период 1928—1931 годов особый успех имели работы компании Dag-Film, в основном исторические фильмы, а также киноадаптации романов. Наиболее выразительными стали «Эрос и волны» (Έρως και κύματα) (1928, режиссёр Димитриос Газиадис, «Дафнис и Хлои» (Δάφνις και Χλόη) (1931, режиссёр Орестис Ласкос). В последней ленте греческие кинематографисты первыми в европейском кино сняли «обнаженную» сцену. В 1932 году киностудия Olympic film создала первый звуковой фильм «Возлюбленный пастушки» (Αγαπητικός της Βοσκοπούλας), режиссёром которого выступил Д. Цакирис. В ленте «Бандиты Афин» (Οι απάχηδες των Αθηνών) звук воспроизводит граммофон за экраном. В 1939 году студия Philopemen Finos стала соучредителем Greek Cinematic Studios (1939).
В годы Второй мировой войны в 1943 году была учреждена главная студия страны Finos Film, которая решила судьбу коммерческого греческого кино. В период 1940—1944 годов наиболее известными фильмами стали: «Голос сердца» (Η φωνή της καρδιάς) (1943, режиссёр Д. Иоаннопулос) и «Аплодисменты» (Χειροκροτήματα) (1944, режиссёр Георгиос Дзавеллас). В 1944 году актриса Катина Паксино была удостоена премии Американской киноакадемии «Оскар» в номинации «лучшая актриса» за роль в фильме «По ком звонит колокол».
В 1950-х годах греческие режиссёры открыли миру романтическую драму в жанре нуар. В 1960 году Мелина Меркури (позже греческий политик, министр культуры Греции) стала известной международной аудитории, когда снялась в фильме «Никогда в воскресенье» режиссёра Жюля Дассена. «Никогда в воскресенье» принесла Мелине Меркури номинацию на кинопремию Оскар, а в 1967 году пара Меркури и Дассен создали мюзикл-адаптацию фильма «Илья Дарлинг», за роль в которой Меркури получила бродвейскую премию «Тони».
Впоследствии греческое кинопроизводство выпускало фильмы, которые привлекали все больше зрителей, несмотря на строгую цензуру, волнения Гражданской войны и острую бедность послевоенных лет. Первые два фильма, которые привлекли международное внимание, были «Стелла» (1955) режиссёра Михалиса Какояниса и «Дракон» (1956) режиссёра Никоса Кунтуроса.
Период 1955—1970 годов стал «золотым веком» для греческого кинематографа: Греция выпустила наибольшее количество фильмов в мире на душу населения, а несколько лет подряд в стране создавалось около 100 художественных фильмов в год, а в 1966 году — 117 фильмов. В частности протяжении 17 лет с Finos Film сотрудничал режиссёр Яннис Далианидис. Работая очень плодотворно, он создавал несколько фильмов за год, большинство из них на собственные сценарии. Все эти ленты становились чрезвычайно популярными, а билеты на них раскупались мгновенно.

### Новое греческое кино
После захвата в стране власти военной хунтой «чёрных полковников» в 1967 году начинается пора формирования Нового греческого кино, тематически сосредоточенного на проблемах греческого общества. Наиболее прославленный кинорежиссёр этого периода — Тео Ангелопулос. В 1998 году его кинолента «Вечность и один день» получила Золотую пальмовую ветвь Каннского кинофестиваля, а фильм «Взгляд Улисса», по версии журнала Time, стал одним из лучших фильмов 1995 года. Его вторая работа «Комедианты» (1975) считается лучшим греческим фильмом, она также получила награды на трёх главных международных кинофестивалях (1971 и 1973 в Берлине; в 1975, 1984 и 1995 в Каннах; в 1980 и 1988 в Венеции). Ангелопулос продолжил традицию значительных режиссёров недавнего прошлого: Михалиса Какояниса, обладателя двух премий «Оскар» за ленту «Грек Зорба» в 1964 году); Алексиса Дамианоса, обладателя наград за фильм «На корабль» (Μέχρι το πλοίο, 1967). Среди других не менее значительных греческих кинорежиссёров, творчество которых сформировалось в эпоху военной диктатуры (существовала до 1974 года), Костас Феррис (премия «Серебряный медведь» Берлинского кинофестиваля за «Ребетико» в 1984 году), Тоня Маркетаки (первая премия Фестиваля в Бастии, Корсика за ленту «Цена любви» 1984 года, Η τιμή της Αγάπης) и Никос Панайотопулос (премии за сценарий к фильму «Лентяи плодородной долины» в 1978 году).

### Современность
В последние годы в греческом кинематографе царит новый стиль быстро меняющихся, остроумно сюжетно продуманных фильмов, который отвечает современным требованиям. К этому жанру относятся работы режиссёров Никоса Перакиса, Периклиса Хурсоглу, С. Горитсас, А. Коккинос, Ольга Малеа, Константинос Яннарис.
В 1970 году был основан Греческий центр кино (Ελληνικό Κέντρο Κινηματογράφου), который до 1988 года оставался единственным кинопроизводителем в стране. На современном этапе Греческий центр кино остается основным продюсером отечественных лент. Финансовые фонды центра контролируются администрацией Министерства культуры Греции через передачу процента от кассовых сборов фильмов.
В 1986 году создана организация Ellas film, призванная популяризировать и продвигать греческие фильмы за границей. Другая сфера государственного участия в кинопроизводстве — поддержка в организации Международного кинофестиваля в Салониках — главного ежегодного кинематографического события в Греции. В Салониках также действует единственный в Греции Музей кинематографа.
В 2009 году на экраны вышла лента «Клык» режиссёра Йоргоса Лантимоса. В том же году она получила награду «Особый взгляд» на Каннском кинофестивале и номинирована на получение премии Оскар в категории Лучший фильм на иностранном языке.
В 2010 году на 67-м Венецианском кинофестивале был представлен и номинирован на главный приз фильм Афины Рахель Цангари «Аттенберг».

## Наиболее удачливые греческие ленты новой эры
- 1999 Safe Sex, Михалис Реппас - Танасис Папатанасиу
- 2000 Risoto, Ольга Малое
- 2001 To klama vgike apo ton paradeiso, Михалис Реппас - Танасис Папатанасиу
- 2002 Dekapentaugoustos, Константинос Яннарис
- 2003 Politiki Kouzina, Тассос Бульметис
- 2004 Nyfes, Пантелис Вулгарис
- 2004 Hardcore, Денис Илиадис
- 2005 Loufa kai paralagh: Seirines sto Agaio, Никос Перакис
- 2005 Loukoumades me Meli, Ольга Малое
- 2005 H chorodia tou Charitona, Григорис Карантинакис
- 2006 5 Lepta akoma, Яннис Ксантопулос
- 2006 Straight Story, Костас Капакас
- 2007 Mia Melissa to Augousto, Тодорис Атеридис
- 2007 Alter Ego, Никос Димитропулос
- 2007 El Greco, Яннис Смарагдис
- 2007 Gia Proti Fora Nonos, Ольга Малое
- 2009 Клык, Йоргос Лантимос
- 2009 Evil, in the time of heroes, Йоргос Нусиас
- 2010 Аттенберг, Афина Рахель Цангари

## Киностудии
| - Madbox Entertainment - Finos Films - Karagiannis Karatzopoulos - Village Films Hellas - Cinegram - Odeon Hellas | - Make a Movie in Greece — Media Productions - Stefi - CL productions - Audiovisual - Karamanos Studios - Novak Films |  |

## Ведущие режиссёры
| - Тео Ангелопулос - Ангелики Антониу - Тассос Бульметис - Спиро Каррас - Михалис Какояннис - Джордж Пан Косматос - Яннис Далианидис - Коста-Гаврас - Константинос Яннарис - Такис Канеллопулос - Костас Капакас - Никос Кундурос - Орестис Ласкос | - Ольга Малеа - Никос Николаидис - Никос Панайотопулос - Никос Перакис - Василис Фотопулос - Алекос Сакеллариос - Яннис Смарагдис - Никос Цифорос - Йоргос Тзавеллас - Танасис Венгос - Такис Вугиуклакіс - Пантелис Вулгарис |